# 中房第五水力発電所

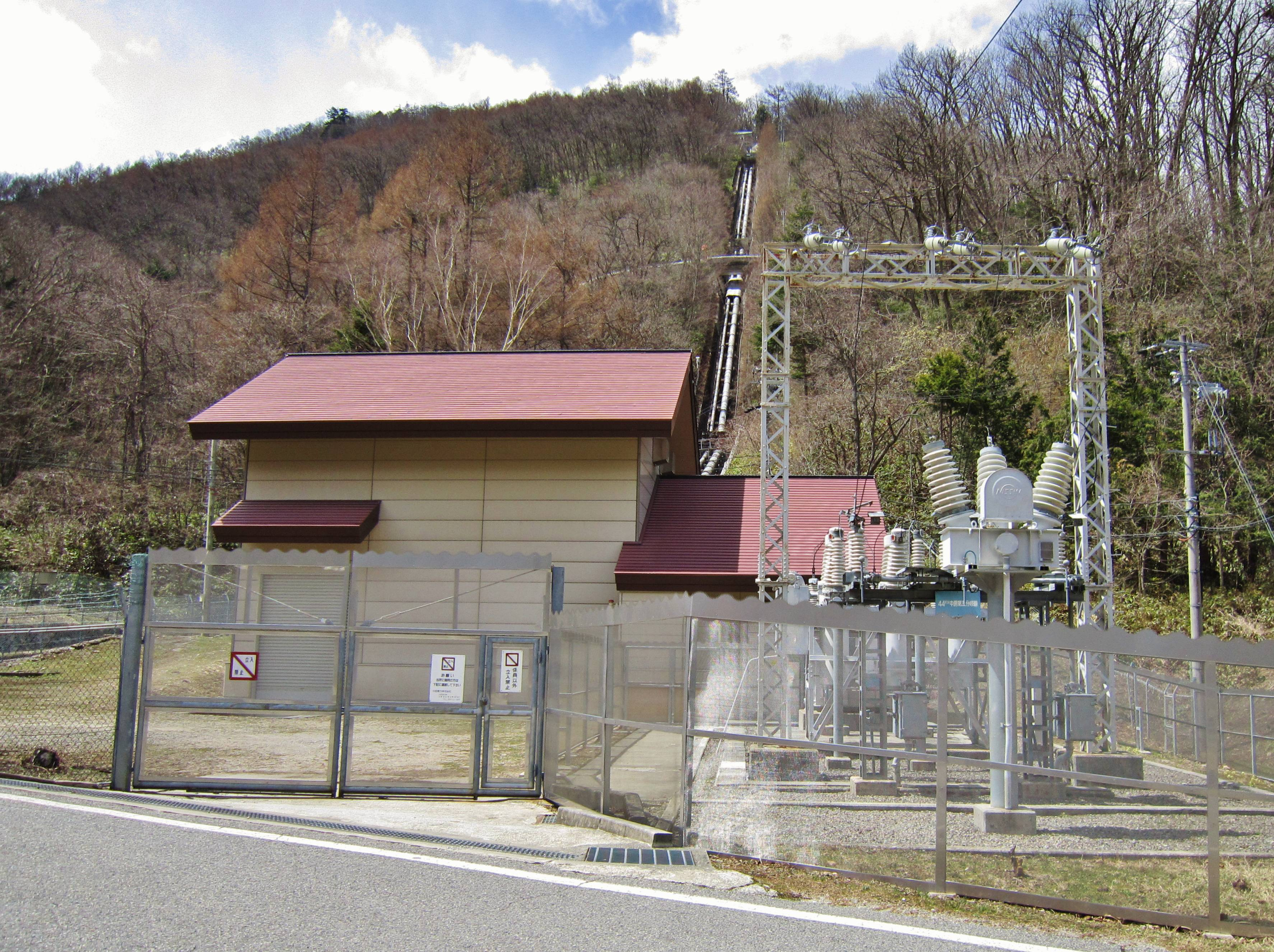
中房第五水力発電所

中房第五水力発電所（なかぶさだいごすいりょくはつでんしょ）は、中部電力の水力発電所である。

## 所在地

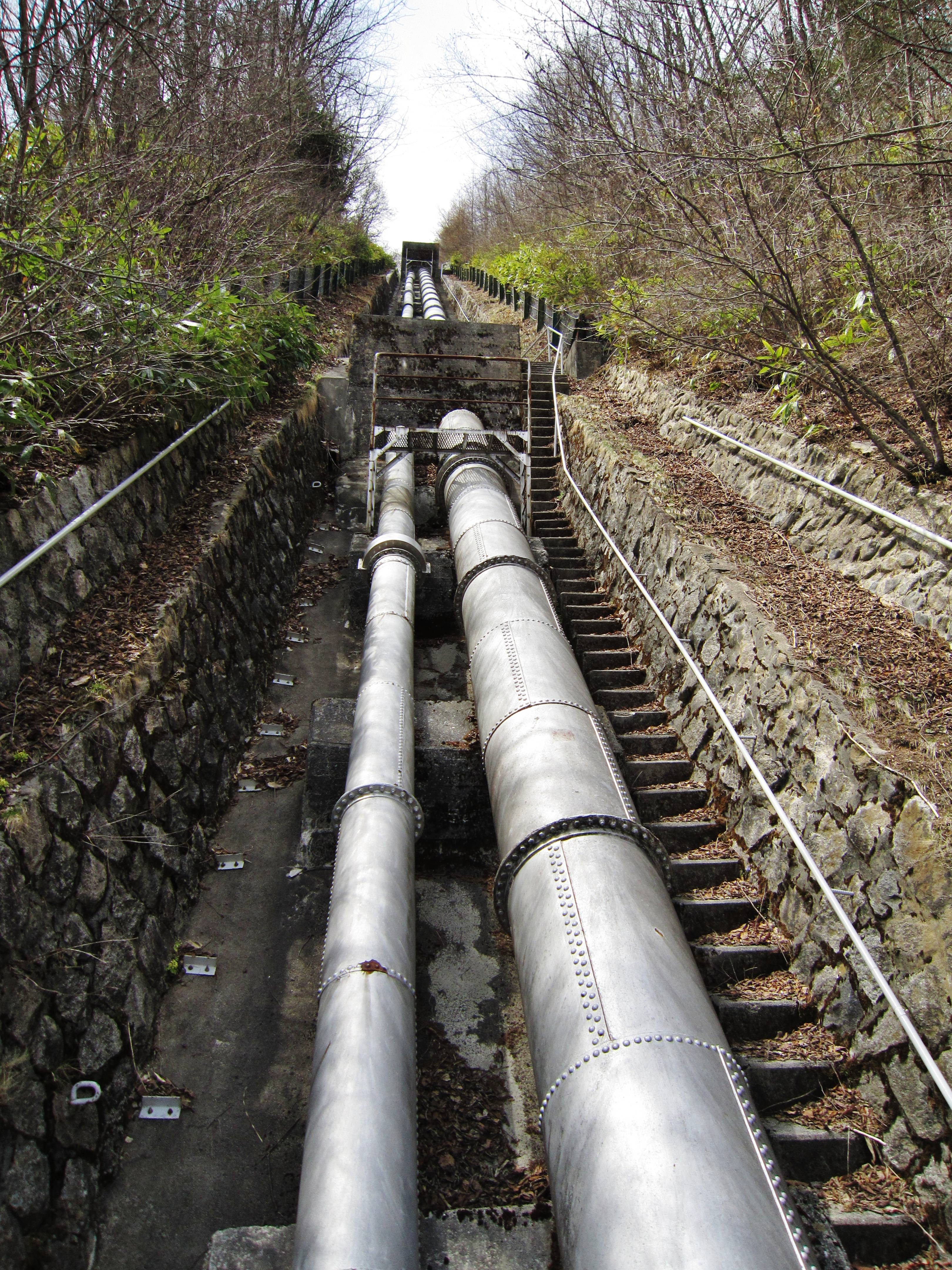
水圧管路

- 長野県安曇野市穂高有明

## その他
- 河川：中房川
- 最大出力：2,200kW
- 周波数：50Hz
- 水路式
- 有効落差：150.00m
- 運用開始：1927年（昭和2年）6月
- 明治時代の電力会社安曇電気が発電所を建設。
- 中房温泉で使用する電気は、ここからとっている。(50Hz)